# Aeroportul Choibalsan
Aeroportul Choibalsan (IATA: COQ, ICAO: ZMCD) este un aeroport din Dornod-Aimag, Mongolia ce deservește zona Choibalsan. A fost deschis în 2001 și numit după zona deservită.
Situat la o altitudine de 741 m, aeroportul dispune de o singură pistă.